# レオン・ブランシュヴィック
レオン・ブランシュヴィック（Leon Brunschvicg フランス語: [leɔ̃ bʁœ̃svik], 1869年11月10日 -1944年2月2日）は、ユダヤ系のフランスの合理主義的な数理哲学者。

## 生涯
彼はユダヤ人の家庭に生まれた。
1895年から1900年まで、ルーアンのリセ・ピエール・コルネイユ（英語: Lycée Pierre-Corneille）で教鞭を執った。
1897年に「判断の様式 ( La Modalité du jugement )」と題する学位論文を完成させ、1909年にソルボンヌ大学の哲学教授に就任した。フランスにおける女性参政権運動の先駆者であるセシル・ブルンシュヴィック（英語: Cécile Brunschvicg） (結婚前名はセシル・カーン)と結婚し、4人の子供をもうけた。
ソルボンヌ大学在学中、ブルンシュヴィックはシモーヌ・ド・ボーヴォワールの修士論文の指導教官を務めた。
ナチスによってソルボンヌ大学を追われたブルンシュヴィックは南フランスに逃れ、74歳で亡くなった。潜伏中にモンテーニュ、デカルト、パスカルの研究書を執筆しスイスで出版された。彼は10代の孫娘に捧げる哲学書『言葉の遺産、思想の遺産 ( Héritage de Mots, Héritage d'Idées ) 』を執筆し、フランス解放後に死後出版された。彼によるデカルトの解釈は新たな観念論の基盤となった。
ブルンシュヴィックは哲学を「心の系統的な自己反省 ( The mind's methodical self-reflection )」と再定義し判断に中心的な役割を与えた。
ロシアに保管されていた未発表資料が2001年に遺族に返還され作品の出版が最近完了した。

## 思想
ブランシュヴィックはメイエルソンとともに20世紀フランス科学哲学の起源で、新カント派のナトルプの科学的認識論に影響を受けた。

## 影響
ジャンケレヴィッチの師であり、バシュラール、カヴァイエス、
メルロ・ポンティ、カンギレムなどに強い影響力を持つ。

## 業績
パスカル全集のブランシュヴィック版は彼の編集によるもの。
ポール・ニザンに「ソルボンヌの番犬」と呼ばれた。

## 著作
- Spinoza (1894)
  - 『スピノザ』
- Les etapes de la philosophie mathematique (1912)
  - 『数理哲学の諸段階』
- L'Experience humaine et la causalite physique (1922)
  - 『人間的経験と物理的因果性』
- Le progres de la conscience dans la philosophie occedentale(1927)
  - 『西洋哲学における意識の進歩』
- Les ages de l'intelligence  (1934)
  - 『知性の各時代』
- Descartes et Pascal : Lecteurs de Montaigne (1942)
  - 『デカルトとパスカル──モンテーニュの読者』